# 牛舌餅 (台灣小吃)

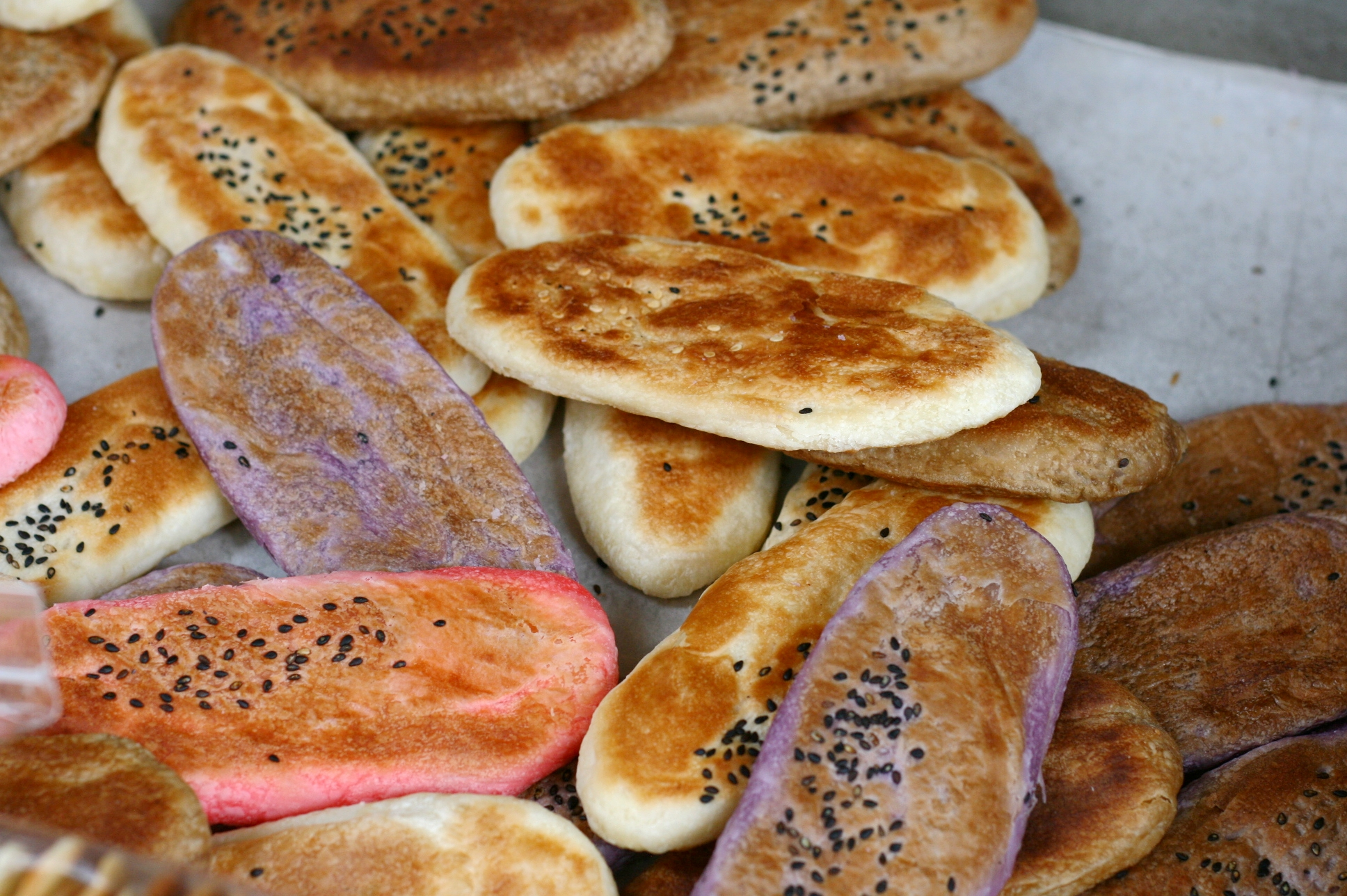
鹿港牛舌餅

牛舌餅是台灣小吃的一種。主要知名產地為宜蘭縣和彰化縣鹿港鎮，但兩者在材料、口感等方面不盡相同，也可視為兩種不同的小吃。兩者的形狀皆為形似牛舌的長橢圓形，或許是其名的由來。早期嬰兒出生滿四個月，父母必遵循古禮將此餅穿孔掛於嬰兒胸前宴請來訪親友，藉此保佑孩童此後聰明伶俐，自古延傳迄今。
北京另有一種牛舌形狀的燒餅也稱作牛舌餅，但較厚且有內餡，與台灣牛舌餅不同。

### 書籍
- 張尊禎. . 台灣: 遠流. 2009-03-27 [2009年]. ISBN 978-957-326-456-9 （中文）.